# Atlit
Atlit (in ebraico: עתלית) è una piccola città costiera, situata a sud di Haifa in Israele. In origine era un insediamento crociato che cadde nel 1291. La città moderna fu fondata nel 1903 grazie all'aiuto del barone Edmond James de Rothschild.
Nella zona di Atlit la presenza umana risale ai tempi dell'età del bronzo.
Nel periodo islamico, il nome della cittadina era ʿAthlīth (in arabo ﻋﺜﻠﻴﺚ‎?) e a causa della rilevanza del suo porto, posto tra il promontorio del monte Carmelo e al-Ṭanṭūra (in arabo الطنطورة‎?), all'epoca delle Crociate (1187) fu conquistato da Saladino.
Nel 1218 i Templari, che la chiamarono Castellum Peregrinorum (Château Pèlerin o Castello Pellegrino), vi costruirono una loro fortezza ma nel 1291 la cittadina fu di nuovo conquistata, questa volta definitivamente, dai musulmani del Sultano mamelucco al-Ashraf Ṣalāḥ al-Dīn Khalīl. Le rovine del Castello Pellegrino sono ancora visibili.

## Amministrazione

### Gemellaggi
- Arad[1]